# سیلتی‌تنیز
سیلتی‌تنیز (به قزاقی: Siletiteniz) یک دریاچه در قزاقستان است که در استان پاولودار واقع شده‌است.